# Мосфедльсбайр
Мо́сфедльсбайр (исл. Mosfellsbær) — город и община в юго-западной Исландии. Является одной из самых маленьких общин Исландии по площади, однако по числу населения входит в десятку самых крупных общин. Главный населённый пункт общины, город Мосфедльсбайр, был основан в 1604 году.

## География
Мосфедльсбайр расположен в юго-западной части Исландии, в 17 километрах к северу от столицы страны Рейкьявика. В ландшафте общины преобладают холмы, из-за этого более 80 % территории общины расположено более 100 метров над уровнем моря. Между холмами Мосфедль, Гриманнсфедль, Хельгафедль и Ульфарсфедль, высота которых составляет 200—300 метров, расположены две долины — Мосфедльсдалур и Рейкьядалюр, в которой живёт большинство населения общины.
Административно община входит в состав сислы Кьосар региона Хёвюдборгарсвайдид. Численность населения общины составляет 13 403 человека (на 1 января 2024 года), из которых 13 024 человека проживает в городе Мосфедльсбайр.
Город находится на окружной дороге, идущей вокруг всего острова. Здесь, в Мосфедльсбайре, от неё ответвляется дорога к национальному парку Тингветлир.

## Известные жители города
В Мосфедльсбайре родился и вырос исландский писатель, лауреат Нобелевской премии по литературе (1955) Халлдор Кильян Лакснесс. В городе открыт дом-музей писателя. В городе также родился композитор Олафур Арналдс. В Мосфедльсбайре также находится студия исландской пост-рок группы Сигур Рос, Сундлейгин, в которой записывали альбомы Amiina, Mugison, Múm, Олоф Арналдс и другие известные исландские исполнители и группы. В городе в 2012 году образовалась популярная блюз-рок группа Kaleo.

## Города-партнёры

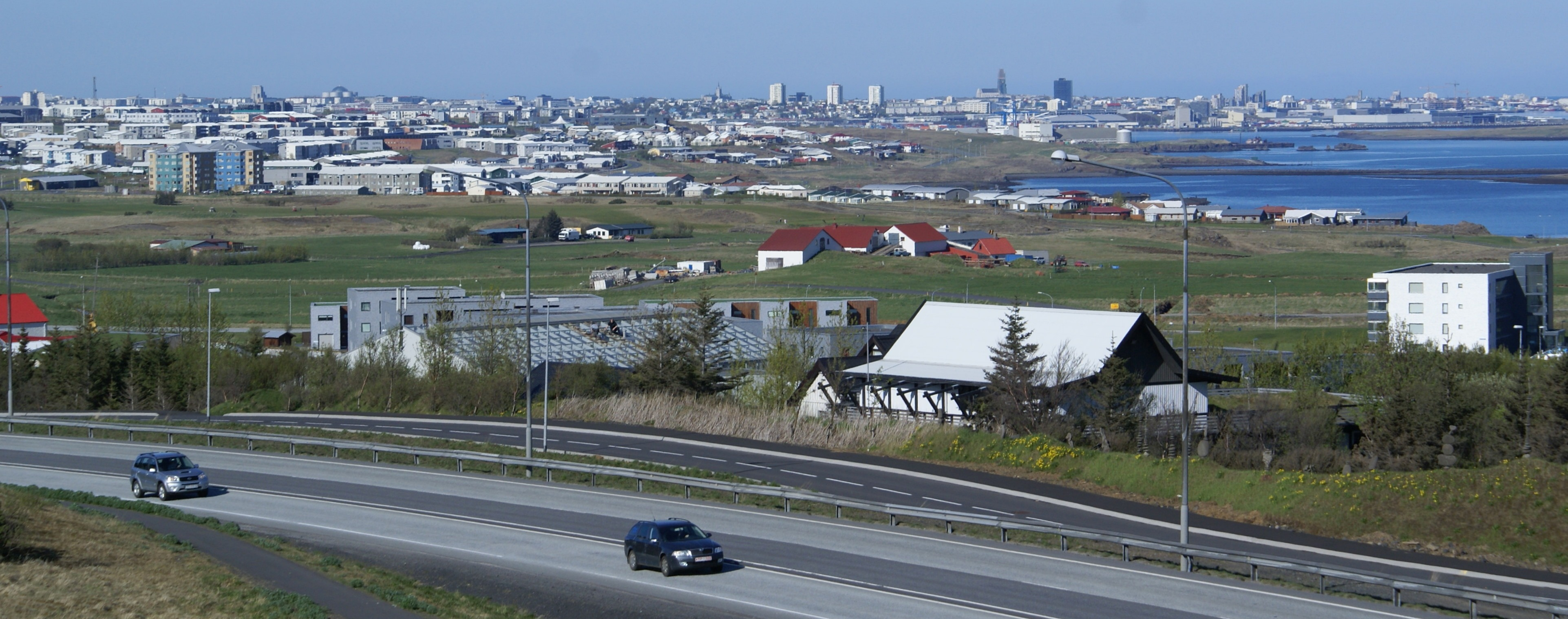
Общий вид города Мосфедльсбайр. На заднем плане — Рейкьявик.

- Финляндия: Лоймаа
- Норвегия: Шиен
- Дания: Тистед
- Швеция: Уддевалла